# Psammogeton registanicus
Psammogeton registanicus är en flockblommig växtart som beskrevs av Karl Heinz Rechinger. Psammogeton registanicus ingår i släktet Psammogeton och familjen flockblommiga växter. Inga underarter finns listade i Catalogue of Life.